# Traoré Oumou Touré
Pour les articles homonymes, voir Touré.
Traoré Oumou Touré est une femme politique malienne. 
Elle est notamment ministre de la Promotion de la Femme, de l'Enfant et de la Famille de 2017 à 2019. 